# Laponia
Laponia er et svensk verdensarvområde beliggende i kommunerne Gällivare og Jokkmokk i Lapland. Verdensarvområdet udgør 9.400 kvadratkilometer og er Europas største sammenhængende uberørte naturområde.
Laponia er samernes kulturlandskab og består af de fire nationalparker Muddus, Sarek, Padjelanta og Stora Sjöfallet, samt naturreservaterne Sjaunja og Stubba med de tilliggende områder ved Sulitjelma, Tjuoltadalen og Rapadalens delta.
Helt siden forhistorisk tid har Laponia været befolket af samerne og er et af de bedst bevarede eksempler på nomadeområder i det nordlige Skandinavien.
Laponia blev optaget på UNESCOs verdensarvliste i 1996. Komiteens begrundelse var:
«
| Citat | Området er et fremstående eksempel på hvordan jorden har udviklet sig geologisk, og hvordan økologiske og biologiske forandringer sker idag. Her findes til og med enestående naturfænomener med en exceptionel naturskønhed og betydningsfuld naturlig mangfoldighed, inklusiv en bestand af brun bjørn og en alpin flora. | Citat |
|       | |       |

og:
| Citat | Området har været beboet af samerne fra forhistorisk tid; det er et af de sidste, det største og mest velbevarede eksempler på et område med nomadegrupper med sæsonmæssige mønstre, med sommergræssende renflokke, en skik der var almindelig i de tidlige stadier af menneskenes økonomiske og sociale utvikling. | Citat |
|       | |       |

## Ekstern henvisning
- Wikimedia Commons har flere filer relateret til Laponia
- Riksantikvarieämbetes side om Laponia Arkiveret 8. februar 2007 hos  Wayback Machine